# Eric Schmitt
Eric Stephen Schmitt (* 20. června 1975 Bridgeton, Missouri) je americký politik za Republikánskou stranu. Od roku 2023 je senátorem USA za stát Missouri.
V letech 2009 až 2017 byl členem missourského Státního senátu, kde reprezentoval patnáctý okrsek. V letech 2017 až 2019 byl poté missourský finanční manažer (anglicky Treasurer). V roce 2019 jej guvernér Mike Parson jmenoval státním generálním prokurátorem. Ve funkci nahradil Joshe Hawleyho. Jako státní prokurátor podal během svého mandátu celkem 25 žalob na vládu prezidenta Joea Bidena, byl zároveň silným odpůrcem přijímání protiepidemických opatření během pandemie covidu-19. 
V roce 2022 byl zvolen senátorem za Missouri poté, co o 13 % hlasů porazil kandidátku Demokratické strany Trudy Valentinovou. Má vřelé vztahy s Donaldem Trumpem, před volbami v roce 2022 jej Trump podpořil.
Je ženatý, má tři děti.